# Лінарес (Чилі)
Лінарес (ісп. Linares) — місто в Чилі. Адміністративний центр однойменної комуни і провінції Лінарес. Населення — 65133 чоловік (2002). Місто і комуна входить до складу провінції Лінарес і регіону Мауле.
Територія — 1 466 км². Чисельність населення — 93 602 мешканця (2017). Щільність населення — 63,9 чол./км².

## Розташування
Місто розташоване за 47 км на південь від адміністративного центру області міста Талька.
Комуна межує:
- на півночі — з комунами Вілья-Алегре, Єрбас-Буенас, Кольбун
- на сході — з комуною Кольбун
- на південному заході — з комуною Лонгаві
- на заході — з комуною Сан-Хав'єр-де-Ланкомілья

### Клімат
Місто знаходиться у зоні, котра характеризується середземноморським кліматом. Найтепліший місяць — січень із середньою температурою 21.1 °C (70 °F). Найхолодніший місяць — липень, із середньою температурою 8.3 °С (47 °F).
| Клімат Лінареса         | Клімат Лінареса | Клімат Лінареса | Клімат Лінареса | Клімат Лінареса | Клімат Лінареса | Клімат Лінареса | Клімат Лінареса | Клімат Лінареса | Клімат Лінареса | Клімат Лінареса | Клімат Лінареса | Клімат Лінареса | Клімат Лінареса |
| Показник                | Січ.            | Лют.            | Бер.            | Квіт.           | Трав.           | Черв.           | Лип.            | Серп.           | Вер.            | Жовт.           | Лист.           | Груд.           | Рік             |
| Абсолютний максимум, °C | 38              | 37              | 31              | 30              | 25              | 20              | 19              | 21              | 26              | 29              | 32              | 35              | 38              |
| Середній максимум, °C   | 30              | 29              | 25              | 21              | 16              | 12              | 12              | 14              | 17              | 20              | 24              | 28              | 21              |
| Середня температура, °C | 21              | 20              | 17              | 13              | 11              | 8               | 7               | 9               | 11              | 13              | 16              | 20              | 14              |
| Середній мінімум, °C    | 12              | 12              | 9               | 6               | 6               | 5               | 3               | 4               | 5               | 7               | 9               | 12              | 7               |
| Абсолютний мінімум, °C  | 6               | 5               | 2               | −1              | −2              | −4              | −5              | −2              | 0               | 2               | 2               | 3               | −5              |
| Норма опадів, мм        | 0               | 0               | 20              | 40              | 160             | 180             | 40              | 100             | 80              | 20              | 10              | 0               | 690             |
| Днів з дощем            | 0               | 0               | 1               | 1               | 9               | 9               | 5               | 6               | 4               | 3               | 1               | 0               | 45              |
| Вологість повітря, %    | 54              | 57              | 60              | 73              | 85              | 87              | 87              | 83              | 77              | 70              | 61              | 56              | 71              |
| ----------------------- | --------------- | --------------- | --------------- | --------------- | --------------- | --------------- | --------------- | --------------- | --------------- | --------------- | --------------- | --------------- | --------------- |
| Джерело: Weatherbase    |                 |                 |                 |                 |                 |                 |                 |                 |                 |                 |                 |                 |                 |